# Haréville
Haréville és un municipi francès, situat al departament dels Vosges i a la regió del Gran Est. L'any 2007 tenia 531 habitants.

## Demografia

### Població
El 2007 la població de fet de Haréville era de 531 persones. Hi havia 190 famílies, de les quals 32 eren unipersonals (12 homes vivint sols i 20 dones vivint soles), 55 parelles sense fills, 87 parelles amb fills i 16 famílies monoparentals amb fills.
La població ha evolucionat segons el següent gràfic:
Habitants censats

### Habitatges
El 2007 hi havia 200 habitatges, 193 eren l'habitatge principal de la família i 7 estaven desocupats. 187 eren cases i 13 eren apartaments. Dels 193 habitatges principals, 171 estaven ocupats pels seus propietaris, 19 estaven llogats i ocupats pels llogaters i 4 estaven cedits a títol gratuït; 2 tenien dues cambres, 11 en tenien tres, 41 en tenien quatre i 139 en tenien cinc o més. 168 habitatges disposaven pel capbaix d'una plaça de pàrquing. A 92 habitatges hi havia un automòbil i a 95 n'hi havia dos o més.

### Piràmide de població
La piràmide de població per edats i sexe el 2009 era:
| Homes | Edats   | Dones |
| ----- | ------- | ----- |
| 0     | 95 o +  | 0     |
| 0     | 90 a 94 | 0     |
| 0     | 85 a 89 | 0     |
| 0     | 80 a 84 | 4     |
| 12    | 75 a 79 | 12    |
| 4     | 70 a 74 | 4     |
| 4     | 65 a 69 | 12    |
| 12    | 60 a 64 | 12    |
| 20    | 55 a 59 | 8     |
| 4     | 50 a 54 | 12    |
| 40    | 45 a 49 | 12    |
| 12    | 40 a 44 | 24    |
| 16    | 35 a 39 | 8     |
| 24    | 30 a 34 | 20    |
| 24    | 25 a 29 | 32    |
| 12    | 20 a 24 | 12    |
| 16    | 15 a 19 | 4     |
| 4     | 10 a 14 | 16    |
| 16    | 5 a 9   | 16    |
| 8     | 0 a 4   | 28    |

## Economia
El 2007 la població en edat de treballar era de 329 persones, 249 eren actives i 80 eren inactives. De les 249 persones actives 232 estaven ocupades (123 homes i 109 dones) i 18 estaven aturades (6 homes i 12 dones). De les 80 persones inactives 38 estaven jubilades, 19 estaven estudiant i 23 estaven classificades com a «altres inactius».

### Ingressos
El 2009 a Haréville hi havia 192 unitats fiscals que integraven 538 persones, la mediana anual d'ingressos fiscals per persona era de 20.350 €.

### Activitats econòmiques
Dels 7 establiments que hi havia el 2007, 2 eren d'empreses de fabricació d'altres productes industrials, 2 d'empreses de construcció, 1 d'una empresa de comerç i reparació d'automòbils, 1 d'una entitat de l'administració pública i 1 d'una empresa classificada com a «altres activitats de serveis».
Dels 2 establiments de servei als particulars que hi havia el 2009, 1 era un guixaire pintor i 1 lampisteria.
L'any 2000 a Haréville hi havia 8 explotacions agrícoles.

## Equipaments sanitaris i escolars
El 2009 hi havia una escola elemental.

## Poblacions més properes
El següent diagrama mostra les poblacions més properes.